# Литовско-тайваньские отношения
Литовско-тайваньские отношения — двусторонние дипломатические отношения между Литвой и частично признанным государством Китайской Республикой (Тайвань).

## Обзор

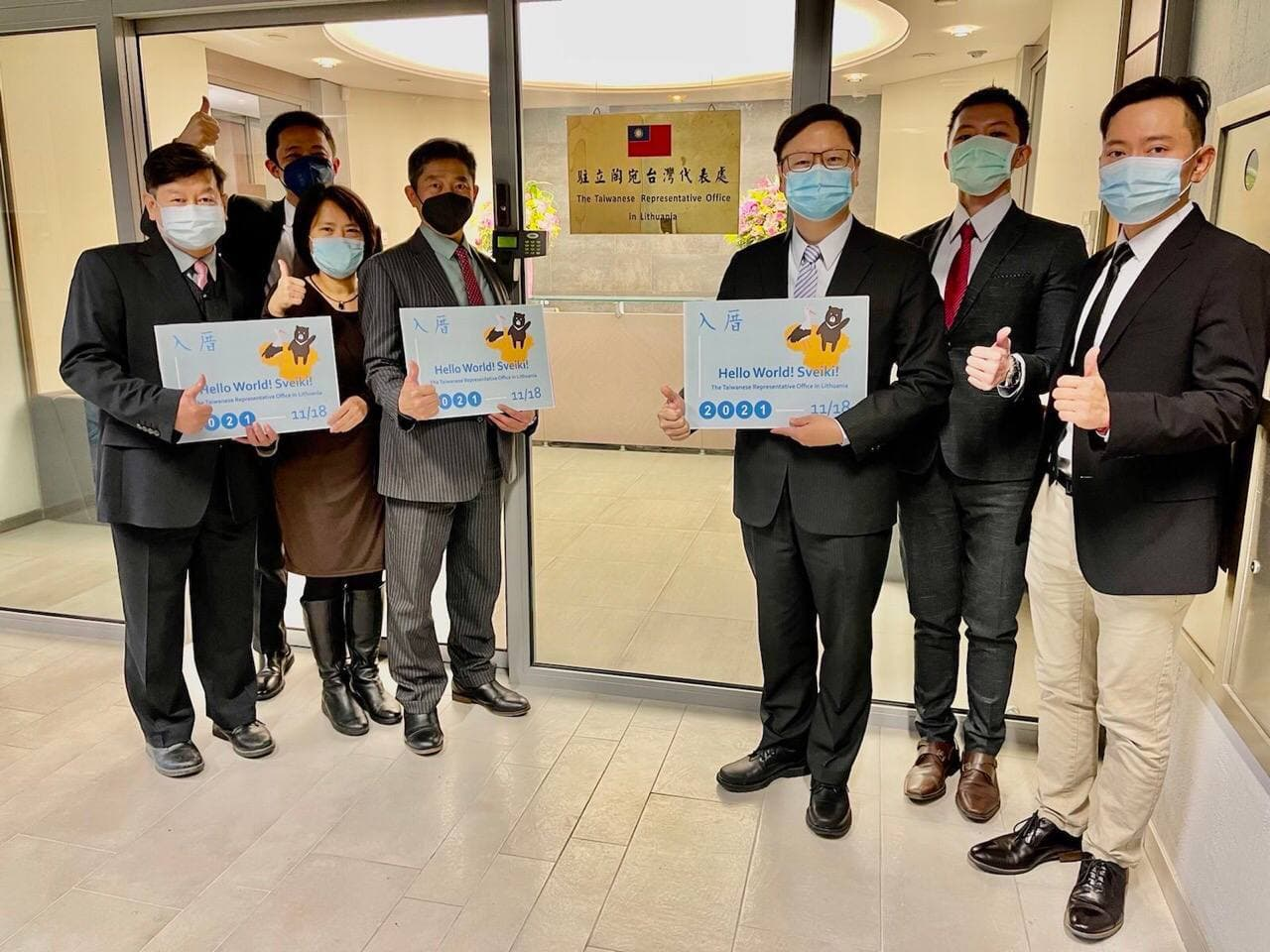
Представительство Тайваня в Литве.

В 1921 году Китайская Республика (КР) и Литва установили дипломатические отношения, через три года после провозглашения независимости Литвы в 1918 году. В 1940 году дипломатические отношения прекратились после присоединения Прибалтики к СССР. Китайская Республика не признала советское присоединение Литвы. Китайская Республика потеряла подавляющую часть своей территории, а именно материковый Китай в 1949 году по результатам гражданской войны в Китае и ограничена островом Тайвань, бывшим японской колонией, и небольшими островами. Современная Литва и Китайская Республика (Свободная территория Китайской Республики) установили неофициальные дипломатические отношения в 2021 году, через тридцать один год после восстановления независимости Литвы в 1990 году.
Литва официально не признает Китайскую Республику и придерживается политики одного Китая, согласно которой она рассматривает Китайскую Народную Республику как единственное законное правительство, представляющее Китай, включая Тайвань. Несмотря на это, отношения между Литвой и Тайванем в последние годы стали более тесными. В 2021 году Тайвань открыл представительство в Литве, а Литва намерена открыть представительство на Тайване. Укрепление отношений между Литвой и Тайванем в 2021 году вызвало резкое сопротивление со стороны Китайской Народной Республики (КНР), которая не признает Тайвань. Примечательно, что КНР в знак протеста понизила статус своего посольства в Литве до статуса поверенного в делах.

## История
В 1991 году КНР и Литва установили дипломатические отношения, через год после восстановления независимости Литвы в 1990 году. В то же время Литва и Тайвань не поддерживали особых контактов на протяжении 1990-х и 2000-х годов, а до 2021 года основным партнёром Тайваня в странах Балтии была Латвия.
С 2020 года отношения Литвы и Тайваня потеплели, и в апреле того же года 200 литовских политиков и общественных деятелей обратились к президенту Литвы с просьбой поддержать членство Тайваня во Всемирной организации здравоохранения (ВОЗ). Эту позицию поддержал министр иностранных дел Линас Линкявичюс в прямом телефонном разговоре с главой ВОЗ. 19 июня 2020 года представитель Тайваня в странах Балтии Энди Чин выступил в Сейме Литовской Республики по приглашению оппозиционного «Союза Отечества — Литовские христианские демократы», что вызвало протест со стороны КНР, став первым тайваньским чиновником, выступившим на таком высоком уровне в странах Балтии.
«Партия свободы Литвы» поддерживает полное признание независимости Тайваня (КР), а на парламентских выборах 2020 года симпатизирующие Тайваню партии, такие как «Союз Отечества» и «Партия свободы», вошли в состав правительства и сформировали коалицию. В 2021 году форум Литва-Тайвань был учрежден более чем 50 литовскими политическими деятелями, в первую очередь Мантасом Адоменасом и Гинтарасом Степонавичюсом, и было объявлено, что Литва откроет торговое представительство на Тайване на фоне растущего недовольства Китаем в формате программы «17 + 1».
В октябре 2021 года Сейм Литовской Республики принял поправки к законодательству, которые дали стране возможность для открытия представительства на Тайване. 18 ноября 2021 года Тайвань открыл представительство в Вильнюсе. В названии представительства использовано слово «Тайвань», а не «Тайбэй», хотя литовские официальные лица подтвердили, что офис не будет иметь дипломатического статуса и название не будет подразумевать признание независимости и утверждали, что этот факт не нарушил признание ими в 1991 году принципа «одного Китая» во время установления дипломатических отношений с КНР в 1991 году. Однако Пекин не согласился с такой трактовкой событий и отозвал своего посла из Вильнюса и выслал посла Литвы из Пекина. В начале января 2022 года представительство Тайваня в Вильнюсе объявило, что правительство планирует инвестировать 200 миллионов долларов США в промышленность и технологический сектор Литвы в течение года.
В августе 2022 года заместитель министра транспорта и коммуникаций Агне Вайцюкявичюте совершила четырёхдневный визит на Тайвань с представителями производителя электробусов Литвы. В ходе визита также встретилась с министром иностранных дел Тайваня Джозефом Ву. После окончания визита КНР ввела санкции в отношении Агне Вайцюкявичюте.

## Торговое и культурное сотрудничество
28 мая 1998 года Тайбэй и Вильнюс установили статус городов-побратимов.
В 2020 году Литва экспортировала в Тайвань товаров на сумму 37,8 миллиона долларов США и импортировала сумму 97,3 миллиона долларов США. Экспорт Литвы на Тайвань: табак, химикаты, мебель и древесина. Экспорт Тайваня в Литву в основном приходился на технологический и машиностроительный сектор.
В сентябре 2021 года официальная статистика Тайваня показала, что тайваньцы совершили 112 000 транзакций по кредитным картам с литовскими предприятиями общим объемом на сумму 86 миллионов долларов США, а Банк Литвы отметил рост на 56 % по сравнению с периодом предыдущего года.

## Оказание помощи
Тайвань безвозмездно предоставил Литве 100 000 масок для лица в начале пандемии COVID-19. В 2021 году Литва передала Тайваню 20 000 доз, а затем ещё 235 900 доз вакцины AstraZeneca против COVID-19. Тайваньский пищевой гигант I-Mei Foods в знак благодарности подарил Литве более 21 000 фирменных слоеных печений.